# Retrat d'una dama amb una flor al cabell
El retrat d'una Dama amb una flor al seu cabell és una obra excepcional dins el corpus pictòric d'El Greco, perquè dins del seu migrat nombre de retrats femenins, és l'únic que està signat, i l'autoria del qual és unànimement reconeguda. Aquesta obra té el número 147 en el catàleg raonat d'obres d'El Greco, realitzat per l'especialista Harold Wethey.

## Temàtica de l'obra
Francisco Javier Sánchez Cantón identifica la dama com a Alfonsa de los Morales, la primera muller de Jorge Manuel Theotocópuli, i la dona jove que broda, en el quadre "Família d'El Greco" (catàleg Wethey X-166).
En aquest cas, la data de la pintura caldria situar-la cap al 1603, quan va tenir lloc l'enllaç entre Jorge Manuel i Alfonsa de los Morales.

## Anàlisi de l'obra
Oli sobre llenç; 50 x 42 cm.; 1595-1600 circa; 
Signat a la part central dreta: doménikos théotokópolis (sic) e`poíei.
La preparació és marró-rojenca, i el fons és marró fosc. L'extraordinària lligadura blanca, l'escarolat i l'encaix de randa están pintats amb gran llibertat i estil il·lusionista. El digne rostre de caràcter hispànic, amb llavis lleugerament vermells, sembla que mai no ha estat retocat. El Greco representa una jove d'aspecte Intel·ligent i distingit, vestida de negre amb els complements ja descrits. Al seu cabell castany, pentinat senzillament enrere, llueix una flor blanca de sis pètals, amb algunes fulles verdes.

## Procedència
- General Meade
- Stirling-Maxwell; Keir; Escòcia
- Viscount Rothermere Collection
- Venda a Christie's, Londres:(Old Master Pictures, Sale 5103, 10 December 1993. [dostęp 2013-10-05])